# Mislóczky Mátyás
Mislóczky Mátyás (1900–1971) Kossuth-díjas olvasztár, a MÁVAG Kohászati Üzemek előolvasztára, majd a Lenin Kohászati Művek munkatársa.

## Élete
Részt vett a sztahanovista mozgalomban. Kiemelték, 1952-ben propagandafüzettel népszerűsítették, 1948 és 1953 között a Szabad Nép című napilap munkaversennyel kapcsolatos cikkeiben 8 alkalommal szerepelt.
1951-ben a Minisztertanácsi Érdemérem bronz fokozatával díjazták. 1952-ben megkapta a Kossuth-díj ezüst fokozatát, a hosszas indoklás szerint „nevéhez fűződik országos viszonylatban a legrövidebb adagtartalom elérése, gyorsolvasztási módszere eredményeként kemencéjének feszített tervét is túlteljesítette. Kemencéje állandóan 100 százalék felett teljesített. Brigádjával terven felül 303 tonna minőségi nemesacélt termelt.” 1953-ban a Szocialista Munka Hőse címmel és a Magyar Népköztársaság Érdemrendjével, 1970-ben a Felszabadulási Jubileumi Emlékéremmel jutalmazták.